# 米山舞
米山 舞（よねやま まい、1988年7月12日 - ）は、日本のアニメーター、及びイラストレーター。長野県出身の女性。東京デザイナー学院卒業。ガイナックス、フリーランスを経て、2019年よりSSS by applibotに所属。

## 経歴
米山舞は1988年7月12日に、日本人で建築士の父親と台湾人の母親の下、長野県に生まれた。幼稚園生時代に1年間、小学生時代に2年間ほど台湾に在住していた。
建築士である父親の影響を受けて、建築科の高校に入学する。地元に芸術科の高校がないからという理由で選んだが、絵はあまり描かず、専ら計算ばかりする高校生活を送る。『edge』というイラスト集を買い、掲載されていた今石洋之、吉成曜、田中達之、すしおなどのアニメーターのイラストを見たことで衝撃を受け、アニメーター科への進学を決意する。
東京デザイナー学院を卒業後、クロッキーの先生が定期的に開催していたクロッキーの会で、『ブブキ・ブランキ』の監督を務めた小松田大全と出会い、ポートフォリオを見せたところ、ガイナックスへ勧誘され2009年に入社。動画マンとして『まほろまてぃっく』に携わる。初任給は1万円ほどで、ゲームをブックオフに売りに出したり、具なし素麺を食べるなどして生計を立てていた。動画マンから約1年かけて、『パンティ&ストッキングwithガーターベルト』では原画マンに昇格した。
5年ほど所属したガイナックスを退社し、大塚雅彦と今石洋之、舛本和也の3人が立ち上げたアニメ制作会社トリガーにフリーランスとして身を置く。『ブラック★ロックシューター』（2012年）で初めて作画監督、『HILL CLIMB GIRL』（2014年）及び『キズナイーバー』（2016年）ではキャラクターデザイン、『ダーリン・イン・ザ・フランキス』（2018年）ではエンディング演出を担当した。
『キズナイーバー』（2016年）の仕事が終わった時点で、徐々にイラストの仕事を増やし始める。2016年に、コヤマシゲトの紹介で初音ミクGTプロジェクト『レーシングミク 2016ver.』のデザインを担当した。
2019年よりSSS by applibotに所属。同年には初個展『SHE』が開催された。

## 参加作品

### テレビアニメ
- 『まほろまてぃっく特別編 ただいま◆おかえり』（2009年：動画）
- 『はなまる幼稚園』（2010年：動画）
- 『グレパラ2 GURREN LAGANN PARALLEL WORKS2』「キタンゼロ」（2010年：動画）
- 『屍鬼』（2010年：動画）
- 『パンティ＆ストッキング with ガーターベルト』 （2010年：原画、第二原画）
- 『海月姫』（2010年：第二原画）
- 『ドラゴンクライシス!』（2011年：原画、第二原画）
- 『放課後のプレアデス』（2011年：原画）
- 『フラクタル』（2011年：原画）
- 『NARUTO -ナルト- 疾風伝』（2007年-：原画）
- 『Dororonえん魔くん メ～ラめら』（2011年：第2原画）
- 『THE IDOLM@STER』（2011年：原画、第二原画）
- 『ダンタリアンの書架』（2011年：原画、第二原画）
- 『BLEACH』（2004年-2012年：原画）
- 『WORKING'!!』（2011年：原画）
- 『ブラック★ロックシューター』（2012年：作画監督、原画、第二原画）
- 『つり球』（2012年：原画）
- 『LUPIN the Third -峰不二子という女-』（2012年：原画）
- 『めだかボックス』（2012年：原画、第二原画）
- 『しろくまカフェ』（2012年-2013年：原画）
- 『ソードアート・オンライン』（2012年：作画監督）
- 『新世界より』（2012年-2013年：原画）
- 『ビビッドレッド・オペレーション』（2013年：原画）
- 『キルラキル -KILL la KILL-』（2013年：総作画監督補佐、作画監督、作画監督補佐、原画、第二原画）
- 『ヤマノススメ セカンドシーズン』(2014年：原画)
- 『異能バトルは日常系のなかで』(2014年：原画)
- 『クロスアンジュ 天使と竜の輪舞』(2014年：第二原画)
- 『パンチライン』(2015年：セットデザイン、作画監督）
- 『キズナイーバー』(2016年：キャラクターデザイン、作画監督）
- 『リトルウィッチアカデミア』(2017年：作画監督）
- 『ダーリン・イン・ザ・フランキス』（2018年：作画監督、ED演出・作画監督・原画）
- 『サイバーパンク エッジランナーズ』（2022年、EDアニメーション監督）[9]
- 『お兄ちゃんはおしまい！』（2023年：第2話エンドカードイラスト）[10]
- 『LAZARUS ラザロ』（2025年、EDアニメーション監督／絵コンテ／演出／原画）[11]

### 劇場アニメ
- 『劇場版 銀魂 新訳紅桜篇』（2010年：動画）
- アニメミライ2013 若手アニメーター等人材育成事業 『リトルウィッチアカデミア』（2013年：中堅原画）
- 劇場アニメ『フリクリ プログレ』(2018年：サブキャラクターデザイン)

### 小説
- 『うさぎ強盗には死んでもらう/ 橘ユマ』(2016年：イラスト)
- 『学園交渉人 法条真誠の華麗なる逆転劇 / 柚本 悠斗』(2017年：イラスト)
- 『海辺の病院で彼女と話した幾つかのこと / 石川博品』(2018年：イラスト)
- 『ダンジョン・スクールデスゲーム / スフレ』(2018年：イラスト)
- 『ヴェールドマン仮説 / 西尾維新』（2019年：イラスト）

### ゲーム
- 『ファイアーエムブレム ヒーローズ』（2017年：イラスト）
- 『イドラ ファンタシースターサーガ』（2018年：応援イラスト）
- 『Fate/Grand Order』（2019年 - 2023年：概念礼装イラスト、「果心居士」キャラクターデザイン[12]）
- 『ソウルハッカーズ2』（2022年：キャラクター原画）
- 『ゼノブレイド3』（2023年：「マティア」キャラクターデザイン[13]）

### Web
- 日本アニメ（ーター）見本市 『HILL CLIMB GIRL』(2014年：キャラクターデザイン）
- 日本アニメ（ーター）見本市 『そこからの明日。』（2015年：原画）

### その他
- 初音ミクGTプロジェクト『レーシングミク 2016ver.』（2016年：イラスト）
- 専門学校東京クールジャパン『2019年度 学校案内冊子』（2018年：イラスト）[5]
- RADIOEVA 10周年記念（2018年：販促イラスト）[5]
- SANYO 『アイマリンプロジェクト 第５弾』（2018年：キャラクターデザイン・イラスト）[5]
- 『EYE　YONEYAMA MAI　米山舞 作品集』（2023年）
- 琶舞（）（2025年、デザイン） - バーチャルシンガー（KAMITSUBAKI STUDIO傘下のレーベル・SINSEKAI RECORD所属）[14]